# Estació del Voló
El Voló (en francès i oficialment Gare de Le Boulou-Perthus) és una estació de ferrocarril de la línia El Voló - Elna, situada al municipi del mateix nom, al Rosselló. Es dedica únicament a mercaderies. Originalment formava part de la línia El Voló-Ceret-Arles, posada en servei entre el 1889 i el 1898. L'antic edifici de l'estació de passatgers és destinat, en l'actualitat, a serveis administratius del ferrocarril.
| Procedència/Destinació | <        | Línia            | >    | Procedència/Destinació |
| ---------------------- | -------- | ---------------- | ---- | ---------------------- |
| terminal               | terminal | Línia Elna-Arles | Elna | Elna                   |